# Ato-sees
 (janvier 2019).
Si vous disposez d'ouvrages ou d'articles de référence ou si vous connaissez des sites web de qualité traitant du thème abordé ici, merci de compléter l'article en donnant les références utiles à sa vérifiabilité et en les liant à la section « Notes et références ».
 (août 2023).
Dans la mythologie abénaquise, Ato-sees (également appelé Atosis) est un médéoulin à la fois humain et serpent qui oblige les humains à trouver un bâton afin qu'il puisse les cuisiner et les manger. Il a été aveuglé par Moosbas, l'esprit de la vision.